# سكوت كينغ
سكوت كينغ (بالإنجليزية: Scott King)‏ (و. 1977  م) هو لاعب هوكي الجليد كندي، ولد في ساسكاتون، مركز لعبه هو وسط ‏.

## روابط خارجية
- سكوت كينغ على موقع EliteProspects.com (الإنجليزية)
- سكوت كينغ على موقع HockeyDB.com (الإنجليزية)